# قرص هوكي
قرص الهوكي هو قرص مفتوح أو مغلق يستخدم في مجموعة متنوعة من الألعاب الرياضية والألعاب. هناك تصميمات مصممة للاستخدام على سطح جليدي، كما هو الحال في

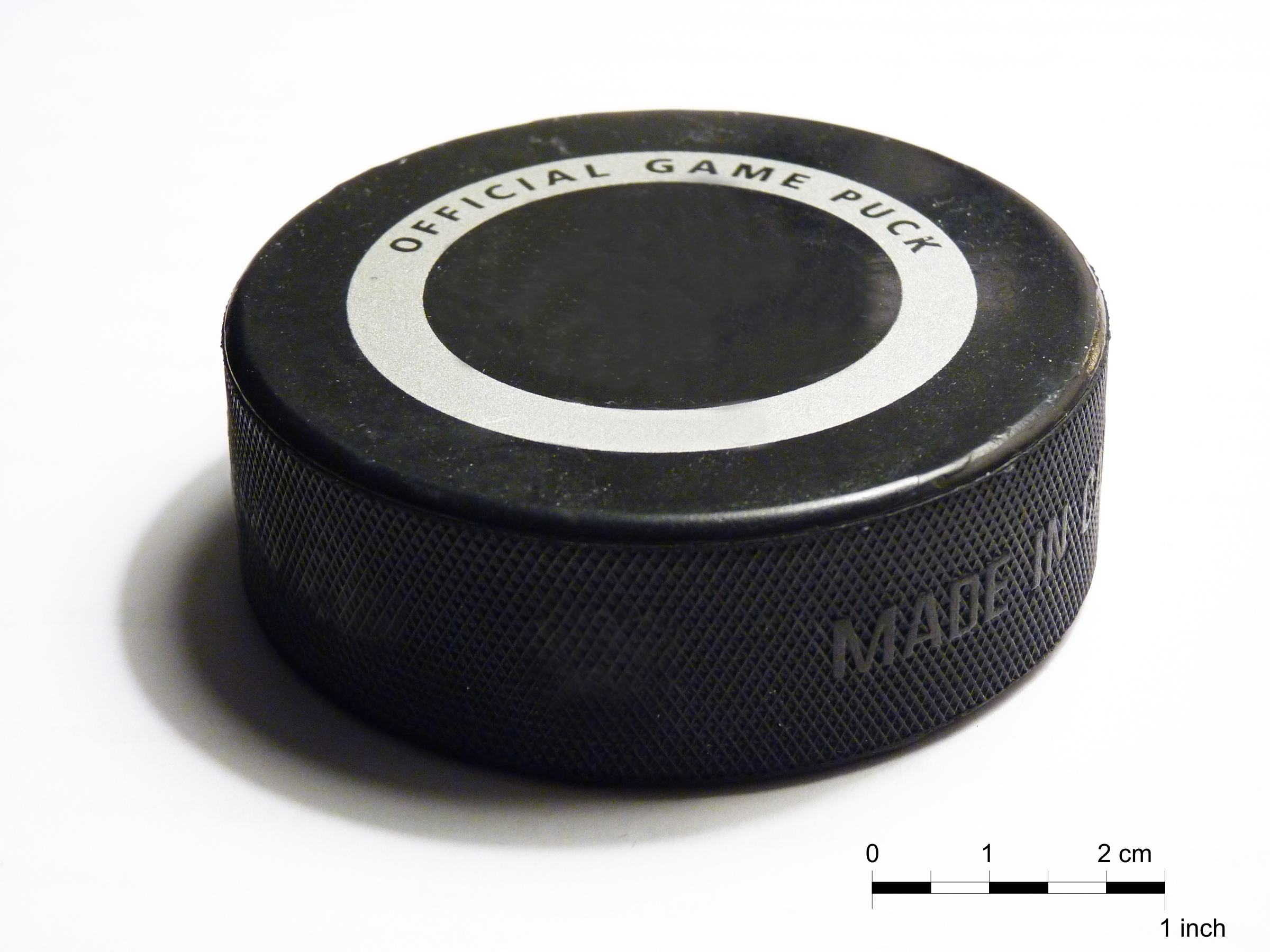
قرص هوكي الجليد القياسي.

هوكي الجليد، وغيرها من المتغيرات المختلفة لهوكي الأرض. تم تصميمها جميعاً لتؤدي نفس الوظيفة التي تؤديها الكرة في ألعاب الكرة.
يستخدم قرص مغلق مصنوع من المطاط المفلكن في رياضة هوكي الجليد. كما تمت الإشارة إلى القرص المغلق باسم «الكرة المسطحة».[بحاجة لمصدر] صممت كرات الهوكي لتستخدم إما على سطح جليدي أو أرض جافة أو تحت الماء، على الرغم من استخدام تصميمات الأقراص المفتوحة على الأرضيات فقط.
لا ينبغي الخلط بين كرات الهوكي على شكل أقراص مفتوحة وحلقات رينجيت التي هي سطح كعكي. حلقات الرينجيت عبارة عن حلقات مصممة للاستخدام في رياضة الرينجيت وستكون من أحد تصميمين: تصميم واحد للاستخدام على الجليد والآخر للاستخدام على الأرضيات الجافة والذي يستخدم في حلقة صالة الألعاب الرياضية. الحلبة المستخدمة في لعبة الرينجيت على الجليد عبارة عن حلقة مطاطية تعمل بالهواء المضغوط.
تتناول هذه المقالة بشكل رئيسي كرات الرياضية والألعاب وهي أقراص مغلقة.

## أصل الاسم
أصل كلمة قرص هوكي الجليد غامض. يقترح قاموس أوكسفورد الإنجليزي أن الاسم مرتبط بفعل (بالإنجليزية: puck)‏(ما يقارب حشر) المستخدم في لعبة القذف لضرب الكرة أو دفعها، من اسكتلندا الغيلية أو الأيرلندية تعني «لكمة أو يوجه ضربة».
من الممكن أن يكون المستوطنون في هاليفاكس، نوفا سكوشا، وكثير منهم من الإيرلنديين ولاعبوا القذف، قد أدخلوا الكلمة إلى كندا. كان أول مرجع مطبوع معروف في مونتريال، في عام 1876 (صحيفة مونتريال الجريدة في 7 فبراير 1876)، بعد عام واحد فقط من لعب أول لعبة داخلية هناك.
يشار أيضاً إلى قرص الهوكي بالعامية باسم «بسكويت». وضع «البسكويت في السلة» (عامية للهدف) هو تسجيل هدف.[بحاجة لمصدر]

## في هوكي الجليد
تتطلب لعبة هوكي الجليد قرصاً صلباً من المطاط المفلكن. قرص هوكي الجليد القياسي أسود، وسمكه 1 بوصة (25 ملم)، وقطره 3 بوصات (76 ملم)، ويزن ما بين 5.5 و 6 أونصات (156 و 170 جم)؛ بعض أقراص الهوكي أثقل أو أخف من المعتاد. غالباً ما يتم تمييز أقراص الهوكي بشعارات الفريق أو الدوري بالشاشة الحريرية على وجه واحد أو كلاهما. يتم تجميد أقراص الهوكي قبل المباراة لتقليل الارتداد أثناء اللعب.

### تاريخ

#### ألعاب الكرة على الجليد
كانت رياضة الباندي، قبل أول منظمة رسمية لها في بريطانيا، قد انتشرت أشكالها ومفاهيمها غير الرسمية إلى أمريكا الشمالية، حيث كانت الألعاب لاكروس وشينتي والقذف بمثابة مقدمة في بعض الأشكال لهوكي الجليد. استخدمت هذه الألعاب غير الرسمية أنواعاً مختلفة من الكرات أثناء لعبها على الجليد حتى النصف الأخير من القرن التاسع عشر في كندا، وبعد ذلك بدأت لعبة هوكي الجليد وقرص هوكي الجليد تأخذ شكلها الرسمي.

#### الشكل والمادة
بحلول سبعينيات القرن التاسع عشر، كانت أقراص الهوكي تُصنع من الخشب والمطاط. في البداية كانت تُصنع على شكل مربع. استخدمت السجلات من أول لعبة هوكي الجليد الداخلية قرصاً خشبياً لمنعه من مغادرة منطقة اللعب على الرغم من أن الأدلة الجديدة أظهرت أنه تم أيضاً استخدام قطع من الفلين الكبير.[بحاجة لمصدر]
تم صنع كرات المطاط أولاً عن طريق تقطيع كرة مطاطية، ثم تقليم مربع القرص. يعود الفضل إلى نادي الهوكي في مونتريال في صنع واستخدام أقراص الهوكي الأولى في ثمانينيات القرن التاسع عشر.

### الاختلافات
هناك العديد من الاختلافات في قرص الهوكي الأسود القياسي، 6 أونصات (170 جم). واحدة من أكثرها شيوعاً هي قرص أزرق بحجم 4 أونصات (110 جم) يُستخدم لتدريب اللاعبين الأصغر سناً الذين لم يتمكنوا بعد من استخدام قرص قياسي. تتوفر أيضاً أقراص تدريب أثقل وزناً يبلغ 10 أونصات (280 جم)، وعادة ما تكون باللون الوردي المحمر أو البرتقالي المحمر، للاعبين الذين يتطلعون إلى تطوير قوة تسديداتهم أو تحسين مهاراتهم في التعامل مع العصا. غالباً ما يتدرب اللاعبون الذين يتطلعون إلى زيادة قوة الرسغ على كرات من الصلب تزن 2 رطل (910 جم)؛ لا تُستخدم أقراص الهوكي هذه في الرماية لأنها يمكن أن تلحق ضرراً خطيراً باللاعبين الآخرين. تستخدم أٌراص الهوكي البيضاء لممارسة حارس المرمى. هذا هو الحجم والوزن التنظيمي، ولكنها مصنوعة من المطاط الأبيض. يتوفر قرص برتقالي مجوف وخفيف الوزن لرياضة هوكي الطرق أو الأرضية. تتوفر المتغيرات الأخرى، بعضها مع محامل كروية بلاستيكية أو انزلاقات، للاستخدام في لعبة هوكي الطرق أو الأسطوانة.[بحاجة لمصدر]
تم ابتكار تطورين رئيسيين لخلق رؤية أفضل في البث التلفزيوني، لكن كلاهما لم يدم طويلاً.

#### فايربوك
كان استخدام «فايربوك» في أوائل التسعينيات أول محاولة لتحسين رؤية كرات الهوكي كما يظهر على شاشات التلفزيون. تضمن هذا الاختراع مواد عاكسة ملونة رجعية إما لعناصر عدسة مدمجة أو عاكسات موشورية مغلفة في تجاويف على الأسطح المسطحة والحافة الرأسية لقرص الهوكي القياسي. كان اللون الأصفر هو اللون المنعكس المفضل. كان مطلوباً وضع ضوء كشاف على كاميرا التلفزيون وتركيزه في وسط منطقة المشاهدة.
تم عرض شريط توضيحي قصير من مينيسوتا نورث ستارز للتزلج باستخدام «فايربوك» خلال فترة الاستراحة في لعبة اتحاد الهوكي الدولي للنجوم 1993 في مونتريال. تابع اتحاد الهوكي الدولي اختبار فايربوك مع مخترعه دونالد كلاسين. كانت المشاهدة التليفزيونية التالية هي لعبة اتحاد الهوكي الدولي للنجوم في فورت واين، إنديانا، يناير 1994، حيث تم استخدام فايربوك في اللعبة بأكملها. اختبر القانون الدولي الإنساني لعبة فايربوك في مباراتين أخريين، وأخيراً استخدمته رابطة هوكي الساحل الشرقي في 17 يناير 1997، في لعبتهم بكل النجوم.
توقف استخدام فايربوك للأسباب التالية:
- أدى التغيير الهيكلي الطفيف إلى زيادة ميل القرص للارتداد على الجليد. هذا جعل الأمر أكثر صعوبة لحارس المرمى وأدى إلى زيادة التهديف.
- اعترض المتزلجون على استخدام أضواء الكاميرا التي تنعكس على الجليد.
- لم يتم تحسين تباين مشاهدة التلفاز في فايربوك بشكل ملحوظ عندما كان عرض الكاميرا على حلبة التزلج بأكملها، فهذه هي أكثر لقطات الكاميرا شيوعاً.

تم وضع علامة تجارية على اسم فايربوك خلال التسعينيات ولكن تم إيقافه منذ ذلك الحين.

#### قرص هوكي ذكي
تم تطوير فوكس تراكس «قرص هوكي ذكي» بواسطة شبكة تلفزيون فوكس عندما احتفظت بحقوق بث دوري الهوكي الوطني للولايات المتحدة. كان القرص يحتوي على إلكترونيات متكاملة لتتبع موقعه على الشاشة؛ خط أزرق رسم مسار قرص هوكي عبر الجليد. سيتحول الخط إلى اللون الأحمر إذا تم إطلاق النار بقوة على القرص. كانت هذه تجربة في البث تهدف إلى مساعدة المشاهدين غير المعتادين على لعبة الهوكي على متابعة اللعبة بشكل أفضل من خلال جعل القرص أكثر وضوحاً. لقد لقي استحساناً من قبل العديد من مشجعي لعبة الهوكي التقليديين، لكن تم تقديره من قبل العديد من المشاهدين العاديين.[بحاجة لمصدر] ظهر النظام لأول مرة مع الكثير من الدعاية في مباراة لعبة اتحاد الهوكي الدولي للنجوم في مركز بوسطن للأسطول في 20 يناير 1996، ولكن تم تعليق النظام عندما فقدت فوكس للرياضة حقوق البث دوري الهوكي الوطني بعد ثلاث سنوات.[بحاجة لمصدر]

### في اللعب
خلال اللعبة، يمكن أن تصل أقراص الهوكي إلى سرعة 100 ميل في الساعة (160 كم / ساعة) أو أكثر عند ضربها. زدينو شارا الذي سجلت تسديدته 108.8 ميل في الساعة (175.1 كم / ساعة) في مسابقة دوري الهوكي الوطني للمهارات الفائقة لعام 2013، حطم رقمه القياسي السابق. الرقم القياسي العالمي الحالي هو دينيس كولياش من فانجارد أومسك من الدوري الوكني للهوكي، الذي ضرب قرصاً في مسابقة مهارات لعبة الدوري الوكني للهوكي للنجوم لعام 2011 في ريغا، لاتفيا بسرعة 110 أميال في الساعة (180 كم / ساعة).[بحاجة لمصدر]
من المحتمل أن تشكل أقراص الهوكي السريعة الخطورة على اللاعبين والمتفرجين. الإصابات المتعلقة بالأقراص في ألعاب الهوكي ليست غير شائعة. أدى ذلك إلى تطوير أنواع مختلفة من معدات الحماية للاعبين، وأبرزها قناع حارس المرمى. وقع الحادث الأبرز في 18 مارس 2002، عندما ماتت فتاة تبلغ من العمر 13 عاماً، بريتاني سيسيل، بعد يومين من اصطدامها برأسها من قبل قرص الهوكي الذي انحرف إلى الحشد في مباراة الدوري الوطني للهوكي بين كالجاري فليمس وكولومبوس بلو جاكيتس في كولومبوس. هذه هي الحادثة الوحيدة المعروفة من هذا النوع التي حدثت في تاريخ الدوري. نتيجة لهذا الحدث جزئياً، تم استكمال الألواح الزجاجية أو الزجاجية التي تجلس فوق ألواح حلبات الهوكي لحماية المتفرجين بشبكات شبكية تمتد فوق الحافة العلوية للزجاج.

### صناعة
لم تكن أقراص تنظيم الدوري الوطني للهوكي مطلوبة للعب الاحترافي حتى موسم 1990-1991، ولكن تم توحيدها من أجل اللعب المتسق وسهولة التصنيع قبل نصف قرن، بواسطة Art Ross، في عام 1940. توجد كبرى شركات تصنيع أقراص الهوكي في كندا وروسيا وجمهورية التشيك، وجمهورية الصين الشعبية،[بحاجة لمصدر أفضل]وسلوفاكيا.
تتضمن هذه القائمة المنتجين الرئيسيين السابقين أو الحاليين:
- فايسروي.
- شاير وود، أولمبياد 2010.
- برو-فيكس
- جوفيكس[10] - أولمبياد 1998، 2002،2006 و2018 حتى 1999، كل بطولات العالم.
- روبينا[10] - أولمبياد 2014.
- فيغوم دولني فيستينيس.[11]
- كونفيرز.
- هوكي شووت.
- سبالدينغ.
- شيامن يين هوا سيليكون منتجات المطاط المحدودة.
- شيامن دنغ هونغ منتج هلام السيليكا المحدودة.
- شيامن ليجتش الصناعة والتجارة المحدودة.

يتكون المطاط الأسود للقرص من مزيج من المطاط الطبيعي ومضادات الأكسدة ومواد الترابط والمواد الكيميائية الأخرى لتحقيق التوازن بين الصلابة والمرونة. ثم يتم تشغيل هذا الخليط في آلة ذات بكرات معدنية، حيث يضيف العمال المزيد من المطاط الطبيعي، والتأكد من أن الخلط متساوٍ. ثم يتم وضع العينات في آلة لتحليل ما إذا كان المطاط سيتصلب في درجة الحرارة المناسبة. يقوم جهاز آلي، تسمى آلة بولتروسيون، ببثق المطاط إلى جذوع دائرية طويلة يبلغ قطرها 3 بوصات (7.6 سم) ثم تقطع إلى قطع بسماكة 1 بوصة (2.5 سم) وهي لا تزال طرية. يتم بعد ذلك وضع هذه النماذج المسبقة يدوياً في قوالب بالحجم الدقيق للقرص النهائي. يوجد ما يصل إلى 200 تجويف للقالب لكل لوح تشكيل، قادر على إنتاج ما يصل إلى 5000 كرة في الأسبوع. ثم تُضغط القوالب. يمكن إجراء هذا الضغط على البارد أو باستخدام القوالب المسخنة حتى 300 درجة فهرنهايت (149 درجة مئوية) لمدة 18 دقيقة، اعتماداً على طرق الملكية الخاصة بالشركة المصنعة. يخرجون بقوة ثم يُسمح لهم بالجلوس لمدة 24 ساعة. يتم تنظيف كل قرص يدوياً باستخدام ماكينة تشذيب لإزالة المطاط الزائد. تضيف عملية التشكيل نسيجاً متقاطعاً من الماس حول حافة القرص لمزيد من الاحتكاك بين العصا والعصا لتحكم أفضل والتعامل مع القرص.
يتم صنع أقراص التمرين من خلال عملية مماثلة ولكنها أسرع تستخدم أشكالاً أولية أكبر، بسماكة 4-5 بوصات (10-13 سم)، وتضعها في قوالب تلقائياً، وتطبق المزيد من الضغط والحرارة خلال فترة زمنية أقصر للضغط القرص بالحجم القياسي. هذا يسمح بتصنيع ما يقرب من ضعف عدد أقراص الهوكي في نفس الفترة الزمنية مثل الإنتاج الأكثر دقة لصناديق تنظيم دوري الهوكي الوطني. يقوم الناس أحياناً بتجميد أقراص الهوكي لمنعها من الالتصاق بالجليد.

## في لعبة الهوكي
تشبه كرات لعبة الهوكي الدوارة كرات لعبة هوكي الجليد، ولكنها مصنوعة من البلاستيك وبالتالي فهي أخف وزناً. لديهم أضلاع صغيرة بارزة من قممهم وقيعانهم مما يحد من التلامس مع السطح، مما يسمح بحركة انزلاق أفضل وتقليل الاحتكاك.
يمكن العثور على أقراص الهوكي باللون الأحمر الأكثر شيوعاً من أي لون تقريباً، على الرغم من أن الألوان الفاتحة والمرئية مثل الأحمر والبرتقالي والأصفر والوردي والأخضر نموذجية.
تم إنشاء أقراص هوكي الأسطوانة بحيث يمكن للاعبي الهوكي وهوكي الشوارع اللعب بالقرص بدلاً من الكرة على الأسطح مثل الخشب الصلب والخرسانة والأسفلت.

## هوكي تحت الماء
تُعرف لعبة الهوكي تحت الماء، التي كانت تُعرف في الأصل باسم «الحبار» في المملكة المتحدة، وتُعرف الآن باسم «أوكتوبوش»، بنوع من أقراص الهوكي يشبه شكل قرص هوكي الجليد، إلا أنه يختلف من حيث أنه يحتوي على نواة من الرصاص تزن حوالي 3 أرطال (1.4 كجم) داخل طلاء تفلون أو بلاستيك أو مطاطي. هذا يجعل القرص كثيفاً بدرجة كافية ليغوص في حمام السباحة، على الرغم من أنه يمكن رفعه أثناء التمريرات، مع توفير بعض الحماية لبلاط المسبح.
يوجد إصدار أصغر وأخف وزناً من قرص هوكي قياسي للمنافسة المبتدئين ويبلغ وزنه حوالي 1 رطل و 12 أونصة (0.80–0.85 كجم) وبنية مشابهة لتلك الموجودة في قرص
الهوكي القياسي.

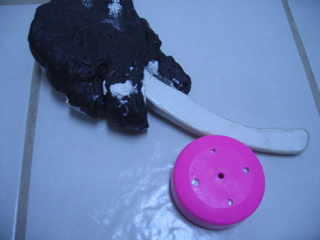
قرص هوكي تحت الماء مدفوع بالعصا.

في حين أن هناك العديد من الاختلافات الإقليمية في اللون والبناء والمواد، يجب أن تتوافق جميعها مع اللوائح الدولية التي تنص على الأبعاد والوزن الكليين. تنص اللوائح على أن أقراص الهوكي يجب أن تكون ذات لون مميز ومشرق، على سبيل المثال اللون الوردي أو البرتقالي عالي الوضوح، وأن هذه هي الألوان الوحيدة المقبولة لبطولات العالم.

## اسفنجية
(بالإنجليزية: spongee)‏ الملقب بـ «الهوكي الاسفنجية»، هي لعبة عبادة ترفيهية منظمة ظهرت في كندا في حوالي الخمسينيات من القرن الماضي ويتم لعبها في مدينة وينيبيغ الكندية. تحصل على اسمها من القرص المستخدم: بدلاً من قرص المطاط الصلب المبركن المستخدم في هوكي الجليد العادي، يتم استخدام قرص إسفنجي أكثر ليونة. في وقت ما أشار إليه بعض السكان المحليين باسم «توييتر» استناداً إلى الصوت الذي تصدره أقراص الهوكي الأصلية. تعد اللعبة نوعاً مختلفاً من لعبة هوكي الجليد وقد تأثرت بلاعبي هوكي الطريق الكنديين ولاعبي هوكي الجليد الذين يلعبون في حلبات التزلج في الهواء الطلق بأحذية الجري وأحذية الشتاء. يتم لعب اللعبة في فصل الشتاء بشكل صارم على حلبات التزلج في الهواء الطلق (بغض النظر عن درجة البرودة)، ولا تستخدم الزلاجات الجليدية، ولديها رموز تتضمن احتكاكاً أقل. تستخدم أحذية بروم بول في بعض الأحيان.
نشأت أقراص الإسفنج عندما أخذ شخص ما لعبة كرة يد حمراء وبيضاء وزرقاء وقطع الوسط، تاركاً تقريباً فظاً لقرص الهوكي القياسي. في نهاية المطاف دخلت أنواع مصنوعة من أقراص الإسفنج حيز الاستخدام، وبعضها تم تطويره في سلوفاكيا وكان له قلب نابض. أقراص الهوكي الإسفنجية أكثر نعومة من كرات هوكي الجليد ولها ارتداد أكثر.

## في الرياضات والألعاب الأخرى
أحياناً ما يتم تطبيق مصطلح «أقراص» على أقراص ألعاب مشابهة (وإن كانت أصغر في الغالب) في الرياضات والألعاب الأخرى، بما في ذلك نوفوس وشفلبورد وطاولة شلفبورد ومربع الهوكي الارضي والهوكي الهوائي.

## استخدامات بديلة
يمكن استخدام أقراص هوكي الجليد بقطر 3 بوصات (7.6 سم) وسمك 1 بوصة (2.5 سم) كعوازل ميكانيكية لترطيب الاهتزاز في أماكن مثل أقدام ضواغط الهواء الصناعية الخفيفة، ووحدات تكييف الهواء لأنها خاضعة للتنظيم المواد وبالتالي تصنيعها وحجمها وشكلها المتسق، وهي مصنوعة من مادة مطاطية مبركن قابلة للتكرار ومتسقة.
نظراً لأن المادة مصنوعة من المطاط، فيمكن حفرها أو طحنها بسهولة إلى عمق ثابت كأقدام مطاطية أو استخدامها كمباعد مطاطي أو مادة حشية.
الاستخدام الشائع جداً لأقراص لعبة الهوكي ذات الشقوق هو استخدام المحول بين القاعدة المعدنية لمقبس العربة وعتبة السيارة (لوحة الهزاز). تحتوي العتبة على شفة ملحومة بشكل موضعي تلائم فتحة القرص ويمكن ثنيها أو تمييزها بواسطة القدم المعدنية.
تم استخدام أقراص الهوكي لتسوية الأثاث، وأنظمة تبريد المشروبات، وتذكارات الزفاف، وكأوزان الورق أو سدادات الباب. يحتوي قرص الهوكي على العديد من الاستخدامات بخلاف غرضه الأصلي المقصود بحكم خصائصه الفيزيائية المتسقة.
في نوفمبر 2018، تلقت هيئة التدريس بجامعة أوكلاند في ميشيغان أقراص الهوكي والتدريب على رميها كدفاع أخير محتمل ضد الرماة النشطين. قامت الرابطة الأمريكية لأساتذة الجامعات بتوزيع أقراص الهوكي على أعضائها البالغ عددهم 800، وتعمل مع مجموعات الطلاب لتوزيع 1700 كرة إضافية على الطلاب.